# Micha Klein
Micha Klein (Harderwijk, 21 maart 1964) is een Nederlands computerkunstenaar/videokunstenaar.
Klein werd geboren als zoon van een beeldhouwer. Zijn middelbareschoolopleiding volgde hij op het Christelijk College Nassau-Veluwe. Daarna studeerde hij aan de Rietveldacademie en begon al tijdens zijn studie te experimenteren met computergraphics. In eerste instantie in een hok van de Rietveldacademie, waar een Commodore Amiga stond die door niemand werd gebruikt. Later bij een fotolaboratorium waar hij een bijbaantje had, en waar een destijds peperdure Quantel Paintbox stond die hij in verloren uurtjes mocht gebruiken. Na in 1989 te zijn afgestudeerd op computergegenereerde dia's en een 16 minuten durende computervideo met een zeer basale housetrack eronder, kocht Klein al snel een Silicon Graphics computer, als eerste Nederlandse kunstenaar.
Hij werd begin jaren negentig videojockey (vj) in de destijds opkomende housescene. Zelf organiseerde hij ook feesten. In 1993 dook voor het eerst Pillman op, een icoon van Klein, die later door de rapper Eminem zou worden gebruikt in een videoclip (2000). Naast dit vrije werk ontwierp hij ook reclamemateriaal en cd-hoesjes. Klein maakte animaties voor twee Coca-Cola-reclamefilmpjes, en voor de film Around the World in 80 Days van Frank Coraci waar ze een verbindend element vormen tussen de verschillende locaties in de film.
Naast zijn werk als vj is Klein bekend als ontwerper van een Swatch-horloges en een NESCAFÉ Special edition koffiemachine voor op het werk (2009). In 1998 had hij een overzichtstentoonstelling in het Groninger Museum.
Klein beschouwt computergraphics als de wraak van de schilder op de fotografie. Terwijl aanvankelijk de fotograaf de werkelijkheid beter kon weergeven dan de schilder, is bij Klein de fotografie weer ondergeschikt geworden aan het schilderen, al gebeurt dat nu met de computer.